# Elephantorrhiza suffruticosa
Elephantorrhiza suffruticosa är en ärtväxtart som beskrevs av Schinz. Elephantorrhiza suffruticosa ingår i släktet Elephantorrhiza och familjen ärtväxter. Inga underarter finns listade i Catalogue of Life.